# Jakob Ahlmann
Jakob Ahlmann Nielsen, né le 18 janvier 1991 à Aalborg est un footballeur international danois. Il évolue au poste d'arrière gauche au Aalborg BK.

## Biographie

### En club
Né au Danemark, Jakob Ahlmann commence sa carrière professionnelle au Aalborg BK.

### En sélection
Jakob est régulièrement sélectionné dans les équipes nationales de jeunes, des moins de 17 ans jusqu'aux espoirs.
Il obtient ses deux premières sélections avec le Danemark en 2014 lors de deux matchs amicaux, le 22 mai 2014 en Hongrie (2-2) puis le 28 mai 2014 face à la Suède (1-0).

## Statistiques
| Saison                | Club                  | Championnat           | Championnat | Championnat | Coupe nationale | Coupe nationale | Coupe de la Ligue | Coupe de la Ligue | Compétition(s) continentale(s) | Compétition(s) continentale(s) | Compétition(s) continentale(s) | Total | Total |
| Saison                | Club                  | Division              | M.          | B.          | M.              | B.              | M.                | B.                | Comp.                          | M.                             | B.                             | M.    | B.    |
| 2009-2010             | Aalborg BK            | Superligaen           | 1           | 0           | 0               | 0               | -                 | -                 | -                              | -                              | -                              | 1     | 0     |
| 2010-2011             | Aalborg BK            | Superligaen           | 8           | 1           | 0               | 0               | -                 | -                 | -                              | -                              | -                              | 8     | 1     |
| 2011-2012             | Aalborg BK            | Superligaen           | 17          | 0           | 0               | 0               | -                 | -                 | -                              | -                              | -                              | 17    | 0     |
| 2012-2013             | Aalborg BK            | Superligaen           | 29          | 0           | 1               | 0               | -                 | -                 | -                              | -                              | -                              | 30    | 0     |
| 2013-2014             | Aalborg BK            | Superligaen           | 29          | 2           | 6               | 1               | -                 | -                 | C3                             | 1                              | 0                              | 36    | 3     |
| 2014-2015             | Aalborg BK            | Superligaen           | 2           | 0           | 0               | 0               | -                 | -                 | -                              | -                              | -                              | 2     | 0     |
| 2015-2016             | Aalborg BK            | Superligaen           | 12          | 0           | 2               | 0               | -                 | -                 | -                              | -                              | -                              | 14    | 0     |
| 2016-2017             | Aalborg BK            | Superligaen           | 19          | 0           | 3               | 0               | -                 | -                 | -                              | -                              | -                              | 22    | 0     |
| Total sur la carrière | Total sur la carrière | Total sur la carrière | 117         | 3           | 12              | 1               | -                 | -                 | -                              | 1                              | 0                              | 130   | 4     |

## Palmarès
- Aalborg BK
  - Champion du Danemark en 2014.
  - Vainqueur de la Coupe du Danemark en 2014.